# Polycyrtus nanii
Polycyrtus nanii är en stekelart som beskrevs av Zuniga 2004. Polycyrtus nanii ingår i släktet Polycyrtus och familjen brokparasitsteklar. Inga underarter finns listade i Catalogue of Life.